# Ван Гі Чхун
У цьому корейському імені прізвище (Ван) стоїть перед особовим ім'ям.
Ван Гі Чхун  (кор. 왕기춘, 王機春, Wang Gi-chun, Wang Ki-Chun, 13 вересня 1988) — корейський дзюдоїст, олімпійський медаліст.

## Виступи на Олімпіадах
| Олімпіада  | Дисципліна      | Місце |
| ---------- | --------------- | ----- |
| Пекін 2008 | легка категорія | 2     |